# Frank Schreiner
Francis Louis "Frank" Schreiner (Saint Louis, Missouri, 24 de març de 1879 – Chicago, 6 de juliol de 1937) va ser un waterpolista estatunidenc que va competir a primers del segle xx.
El 1904 va prendre part en els Jocs Olímpics de Saint Louis, on va guanyar la medalla de bronze en la competició de waterpolo com a membre de l'equip Missouri Athletic Club.